# DanMachi: Arrow of the Orion
DanMachi: Arrow of the Orion (jap. 劇場版 ダンジョンに出会いを求めるのは間違っているだろうか ー オリオンの矢 ー Danjon ni deai o motomeru no wa machigatteiru darō ka ー Orion no ya ー) – japoński film animowany z 2019 roku na podstawie light novel Dungeon ni deai o motomeru no wa machigatteiru darō ka napisanej przez Fujino Ōmoriego i zilustrowanej przez Suzuhito Yasudę. Premiera w japońskich kinach odbyła się 15 lutego 2019. Akcja filmu rozgrywa się pomiędzy pierwszym a drugim sezonem serialu anime.

## Fabuła
Bell Cranel jak co dzień eksploruje lochy w Orario wraz z Lilirucą Arde i Welfem Crozzo, po czym uczestniczy w Festiwalu Świętego Księżyca wraz ze swoją boginią, Hestią. Zauważają, że Hermes ogłasza wyzwanie dotyczące wyciągnięcia włóczni z kryształu, stwierdzając, że ktokolwiek to uczyni, zostanie pobłogosławiony przez boginię czystości i będzie mógł wybrać się w podróż poza miasto. Hestia przekonuje Bella, by to zrobił, a kiedy dotyka włóczni, słyszy głos potwierdzający, że jest tym jedynym, powodując rozbicie kryształu. Hermes gratuluje Bellowi i przedstawia sponsora wydarzenia, Artemidę, starą przyjaciółkę Hestii, która cieszy się, że znów ją widzi, ale jest zszokowana, gdy widzi ją obejmującą Bella, nazywając go „Orionem”.
Hermes informuje grupę Hestii, że Artemida zorganizowała wydarzenie, aby znaleźć pomoc w pokonaniu potwora poza Orario, z którym jej familia miała trudności. Bell pyta, dlaczego to on powinien być tym, skoro są silniejsi poszukiwacze przygód, ale Artemida nalega, ponieważ włócznia wybrała go ze względu na jego czystą duszę. Hestia zgadza się przyjąć zadanie, a Lili i Welf również zgadzają się do niego dołączyć.
Po tygodniu lotu na smokach do celu, grupa ratuje matkę i jej dziecko przed potworami. Bell z łatwością pokonuje je za pomocą włóczni, ale Hermes ostrzega go, by nie używał jej ponownie. Po rozbiciu obozu grupa omawia nagłe pojawienie się potworów, o którym dowiedzieli się od matki, a Hermes zastanawia się, czy ma to związek z ich misją. Wyjaśnia, że w ruinach Elsus żył potwór znany jako Antares, który został zapieczętowany dawno temu, ale od tego czasu zaczął odzyskiwać moc, więc on i Artemida połączyli siły, aby go pokonać, informując ich również, że włócznia, którą posiadają, jest niezbędna do zabicia Antaresa. Przed snem Hestia i Artemida rozmawiają o tym, co czują do Bella, przy czym Artemida również niejasno odnosi się do tego, co stało się z jej familią, a Hestia zauważa, jak bardzo się zmieniła.
Następnego dnia grupa prawie dociera do celu, ale zostaje strącona z nieba przez salwę świetlnych włóczni, co powoduje, że lądują w martwym lesie w pobliżu. Zostają otoczeni przez grupę potworów, ale ratuje ich Ryuu Lion, która pomaga reszcie familii Hermesa czekającej na jego powrót. Asfi wyjaśnia sytuację, opowiadając, jak potwory spustoszyły okolicę i że nie byli w stanie dotrzeć do bramy blokującej im drogę do Antaresa.
Tej nocy Hermes i chłopcy próbują podglądać dziewczyny podczas kąpieli, ale szybko zostają odkryci, podczas gdy w zamieszaniu Bellowi udaje się uciec i natrafia na samotnie kąpiącą się Artemidę. Rozmawiają o jej związku z Hestią i o tym, jakim bohaterem Bell chce się stać, po czym Artemida prosi go o taniec, na który ten się zgadza. Następnie bogini mówi mu o 10 000 lat romansu, jaki obiecano bogom, kiedy zstąpili na Ziemię.
Następnego ranka grupa planuje strategię walki, z familią Hermesa działającą jako przynęta, podczas gdy Artemida, Hermes, Bell i reszta przeprowadzają atak na ruiny. Udaje im się przejść przez bramę dzięki Artemidzie, ale muszą zmagać się z potworami, które, jak się dowiadują, są zdolne do samoregeneracji i ewolucji. W międzyczasie w Orario potwory w lochu zaczęły wpadać w szał, co skłoniło gildię do wystosowania pilnej prośby do poszukiwaczy przygód pierwszej klasy.
Grupa Artemidy w końcu dociera do lokalizacji Antaresa i niespodziewanie znajduje wielkiego potwora zawierającego w piersi skrystalizowane ciało Artemidy. Hermes ujawnia wtedy, że Artemida, z którą wyruszyli, była jedynie fragmentem oryginału, a teraz, mając w sobie ciało Artemidy, Antares zyskał zdolność wykorzystania jej boskiej mocy. W rezultacie Antares wystrzeliwuje wiązkę światła w bliznę w kształcie półksiężyca na niebie, tworząc coś, co wydaje się być drugim księżycem, coś, co bogowie w Orario uznają za zaklęcie Arcanum: „Strzałę Artemidy”. Familia Loki, a ostatecznie nawet familia Freyi, przejmują dowodzenie w powstrzymywaniu szalejących potworów przed ucieczką z lochu.
Hermes kontynuuje wyjaśnianie, że włócznia jest w rzeczywistości strzałą stworzoną przez Artemidę, wystarczająco potężną, by zabić nawet bogów. Strzała ta nazywa się „Orion”, co prowadzi Asfi do wniosku, że Bell ma za zadanie zabić Artemidę. Bell próbuje walczyć z bestią, używając tylko noża Hestii i zaklęcia kuli ognia, ale okazuje się to nieskuteczne, ponieważ bestia regeneruje swoje obrażenia, podczas gdy „fragmentowi” Artemidy udaje się odeprzeć atak, aby uratować grupę, zanim zniknie. Bell wpada w szok, a grupa działa jako przynęta, aby zająć Antaresa. W międzyczasie krzyki Hestii, błagającej o uratowanie Artemidy, przywracają Bella do zmysłów. Używając Oriona, wzmocnionego umiejętnością Argonauty, Bell zabija Antaresa i używa noża, aby rozbić kryształ, w którym uwięziona była Artemida, dźgając ją w serce.
Zjawa Artemidy pojawia się przed Bellem i wyjawia mu, że nawet bogowie się reinkarnują, choć nawet ona nie wie, jak długo to potrwa. Ze łzami w oczach ma nadzieję, że następnym razem, gdy się spotkają, będą mieli romans trwający 10 000 lat. W rzeczywistości ciało Antaresa zostaje zniszczone, a zaklęcie Arcanum zostaje zniszczone, uspokajając potwory w Orario. Na zewnątrz ruin Hestia pociesza przygnębionego Bella, pokazując mu, że jego bohaterski czyn nie tylko uratował Artemidę, ale także otaczający las. Biorąc to pod uwagę, Bell i Hestia przegrupowują się z przyjaciółmi i przygotowują się do powrotu do domu.

## Obsada
| Postać          | Seiyū               |
| --------------- | ------------------- |
| Bell Cranel     | Yoshitsugu Matsuoka |
| Hestia          | Inori Minase        |
| Eina Tulle      | Haruka Tomatsu      |
| Artemida        | Maaya Sakamoto      |
| Liliruca Arde   | Maaya Uchida        |
| Ryū Lyon        | Saori Hayami        |
| Aiz Wallenstein | Saori Ōnishi        |
| Syr Flover      | Shizuka Ishigami    |
| Hermes          | Sōma Saitō          |
| Freya           | Yōko Hikasa         |
| Welf Crozzo     | Yoshimasa Hosoya    |
| Loki            | Yurika Kubo         |
| Lefiya Viridis  | Juri Kimura         |

## Produkcja i wydanie
Film oparty jest na serii light novel Dungeon ni deai o motomeru no wa machigatteiru darō ka i opowiada oryginalną historię autorstwa Fujino Ōmoriego. Produkcja została ogłoszona 18 lutego 2018 wraz z drugim sezonem serialu podczas GA Bunko 2018 Happyō Stage na Wonder Festival. Film został wyreżyserowany przez Katsushiego Sakurabiego, animacją ponownie zajęło się studio J.C.Staff, a reszta obsady i ekipy produkcyjnej odpowiedzialnej za serial powróciła do prac nad projektem. Motyw przewodni filmu, zatytułowany „Onaji sora no shita de” (jap. おなじ空の下で), wykonała Yuka Iguchi.
Premiera w japońskich kinach odbyła się 15 lutego 2019, a za dystrybucję odpowiadało Warner Bros.. W Polsce film został wydany cyfrowo nakładem wydawnictwa Animagia.

## Odbiór
Richard Eisenbeis z Anime News Network przyznał produkcji ocenę B. W swojej recenzji pochwalił oryginalną historię, jednak skrytykował film za to, że „jest zbyt duży, by wszystko mogło w wiarygodny sposób powrócić do status quo pod koniec”.